# Monte Redondo (Torres Vedras)
Monte Redondo é uma povoação portuguesa do Município de Torres Vedras que foi sede da extinta Freguesia de Monte Redondo, freguesia que tinha 9,15 km² de área e 772 habitantes (2016), e, por isso, uma densidade populacional de 84,4 hab/km².
A Freguesia de Monte Redondo foi extinta (agregada) pela reorganização administrativa de 2012/2013, sendo o seu território integrado na União das Freguesias de Maxial e Monte Redondo.

## População
| População da freguesia de Monte Redondo | População da freguesia de Monte Redondo | População da freguesia de Monte Redondo | População da freguesia de Monte Redondo | População da freguesia de Monte Redondo | População da freguesia de Monte Redondo | População da freguesia de Monte Redondo | População da freguesia de Monte Redondo | População da freguesia de Monte Redondo | População da freguesia de Monte Redondo | População da freguesia de Monte Redondo | População da freguesia de Monte Redondo | População da freguesia de Monte Redondo | População da freguesia de Monte Redondo | População da freguesia de Monte Redondo | População da freguesia de Monte Redondo |
| --------------------------------------- | --------------------------------------- | --------------------------------------- | --------------------------------------- | --------------------------------------- | --------------------------------------- | --------------------------------------- | --------------------------------------- | --------------------------------------- | --------------------------------------- | --------------------------------------- | --------------------------------------- | --------------------------------------- | --------------------------------------- | --------------------------------------- | --------------------------------------- |
| 1864                                    | 1878                                    | 1890                                    | 1900                                    | 1911                                    | 1920                                    | 1930                                    | 1940                                    | 1950                                    | 1960                                    | 1970                                    | 1981                                    | 1991                                    | 2001                                    | 2011                                    | 2016                                    |
| 452                                     | 604                                     | 793                                     | 889                                     | 854                                     | 864                                     | 830                                     | 855                                     | 866                                     | 866                                     | 636                                     | 773                                     | 822                                     | 787                                     | 795                                     | 772                                     |

## Caracterização
A Freguesia de Monte Redondo era composta pelos lugares de Monte Redondo e Lapas Grandes e por diversos casais rurais dispersos: Casal do Gil de Cima, Casal do Gil de Baixo, Portela, Casal do Recaiado, Casal das Figueiras, Casal da Fome, Casal do Sebo, Casal do Clímaco, Casal do Fósforo, Casal do Porfírio.
Freguesia desde o século XVII, o povoamento da região é antigo, remontando à época pré-histórica, como atestam os vestígios do Castro da Achada dos tempos neolíticos, tendo sido encontrada uma necrópole, da Idade do Cobre. A igreja Matriz, a Quinta das Lapas, e a fonte romana são alguns exemplos de locais de interesse a visitar, a par do cabeço do Monte Redondo e da Serra da Achada, de onde se pode usufruir das magníficas paisagens e apreciar a plenitude de todo o Município de Torres Vedras.
A gastronomia de Monte Redondo inclui "sarrabulho" e "bolo de ferradura".

## Património
- Casa da Quinta das Lapas, com a respectiva cerca, a praça frente à Capela, a alameda e a Capela de Santo António

A Quinta das Lapas dedica-se à recuperação de toxicodependentes, sendo considerada a mais significativa casa solarenga do concelho de Torres Vedras, foi mandada construir nos anos de seiscentos é um dos exemplos das que ao longo dos tempos foram povoando esta terra fértil, onde ainda hoje a agricultura é predominante.